# Tess of the D'Urbervilles (film 1913)
Tess of the D'Urbervilles è un film muto del 1913. Diretto da J. Searle Dawley e interpretato da Mrs. Fiske, che aveva ricoperto lo stesso ruolo anche a teatro, il film è basato sul romanzo Tess dei d'Urbervilles di Thomas Hardy, pubblicato a Londra nel 1891.
La versione teatrale del lavoro di Hardy si deve a Lorimer Stoddard: presentata a Broadway il 2 marzo 1897, aveva come interprete principale Minnie Maddern Fiske. Questa fu una delle due volte che l'attrice, stella delle scene teatrali, si prestò ad apparire sullo schermo. L'avrebbe poi fatto solo nel 1915, quando rivestì i panni di Becky Sharp (altro suo famoso cavallo di battaglia) in Vanity Fair, un film diretto da Charles Brabin per la Edison.

## Trama
John Durbeyfield, un contadino pigro e indolente, dopo aver scoperto di discendere dall'aristocratica famiglia D'Urberville, manda nel Wessex la figlia Tess a rivendicare al posto suo l'appartenenza alla famiglia. Ma l'incontro della bellissima Tess con il lascivo Alec D'Urberville provocherà la rovina della ragazza. Quando torna a casa, Tess reca con sé il bambino nato dalla sua relazione con Alec, ma il piccolo ben presto muore. La giovane lascia la famiglia e trova lavoro in una fabbrica dove conosce Angel che, innamorato di lei, la chiede in moglie. Ma quando, dopo il matrimonio, scopre il passato di Tess, la lascia. Rimasta senza mezzi di sostentamento, la giovane donna è costretta, anche se con riluttanza, ad accettare l'aiuto di Alec. Angel, tornato a cercarla, la vede con l'amante e decide di andarsene via per sempre. In preda alla disperazione, Tess uccide il suo seduttore per fuggire insieme al marito. I due trovano rifugio tra le rovine di Stonehenge ma Tess finirà per essere arrestata per il suo crimine.

## Produzione
Gli esterni del film, prodotto dalla Famous Players Film Company, furono girati nel New England.

## Distribuzione
Il film - presentato da Daniel Frohman - uscì nelle sale cinematografiche USA il 1º settembre 1913.
Copia della pellicola (un positivo incompleto di 16 mm) viene conservata negli archivi di una collezione privata.